# Sarancivka, Zinkiv
Sarancivka (în ucraineană Саранчівка) este un sat în comuna Pîșnenkî din raionul Zinkiv, regiunea Poltava, Ucraina.

## Demografie
Componența lingvistică a localității Sarancivka
     Ucraineană (96,5%)
     Rusă (3%)
     Alte limbi (0,5%)
Conform recensământului din 2001, majoritatea populației localității Sarancivka era vorbitoare de ucraineană (96,5%), existând în minoritate și vorbitori de rusă (3%).